# Kamal Bahamdan
Kamal Bahamdan (n. 12 februarie 1970, Riad, Arabia Saudită) este un antreprenor ce a reprezentat Arabia Saudită, medaliat olimpic. A participat la 5 ediții ale Jocurilor Olimpice (1996, 2000, 2004, 2008, 2012) în care a câștigat o medalie de bronz.